# ネイティヴ・センス
『ネイティヴ・センス』（原題：Native Sense - The New Duets）は、チック・コリアとゲイリー・バートンが連名で1997年に発表したスタジオ・アルバム。

## 背景
「ネイティヴ・センス」、「ポスト・スクリプト」、「ルンバタ」は本作が初出となる新曲で、「タンゴ'92」は、元々は映画に提供するために作られた未発表曲である。なお、「ポスト・スクリプト」は、バルトーク・ベーラのピアノ曲「バガテル」の翻案に挟まれる形で収録された。

## 反響・評価
アメリカでは『ビルボード』のジャズ・アルバム・チャートで25位に達した。第41回グラミー賞では、収録曲「ルンバタ」が最優秀ジャズ・インストゥルメンタル・ソロ賞を受賞し、本作は最優秀ジャズ・インストゥルメンタル・パフォーマンス賞にノミネートされた。
リチャード・S・ギネルはオールミュージックにおいて5点満点中4点を付け「ジャズ・ロックの時代から活躍し、各々の楽器の特性を知りつくし、型にはまることを拒んできた、50代半ばの成熟した名人2人による作品」と評している。

## 収録曲
特記なき楽曲はチック・コリア作。
1. ネイティヴ・センス - "Native Sense" - 6:32
2. ラヴ・キャッスル - "Love Castle" - 7:29
3. デュエンデ - "Duende" - 8:06
4. ノー・ミステリー - "No Mystery" - 9:10
5. アーマンドズ・ルンバ - "Armando's Rhumba" - 3:48
6. バガテル#6 - "Bagatelle #6" (Béla Bartók) - 1:14
7. ポスト・スクリプト - "Post Script" - 5:44
8. バガテル#2 - "Bagatelle #2" (B. Bartók) - 2:50
9. タンゴ'92 - "Tango '92" - 5:02
10. ルンバタ - "Rhumbata" - 9:39
11. フォー・イン・ワン - "Four in One" (Thelonious Monk) - 5:10

### 日本盤ボーナス・トラック
1. アイ・ラヴス・ユー・ポーギー - "I Loves You Porgy" (Ira Gershwin, DuBose Heyward, George Gershwin) - 5:00

## 参加ミュージシャン
- チック・コリア - ピアノ
- ゲイリー・バートン - ヴィブラフォン、マリンバ